# HMS E2
Pour les articles homonymes, voir E2.
Le HMS E2 (commandé à l’origine sous le nom de HMS D10) est un sous-marin britannique de classe E construit par l’arsenal de Chatham Dockyard. Sa quille fut posée le 14 février 1911, et il a été lancé le 23 novembre 1912. Il fut vendu le 7 mars 1921 à B. Zammit, à Malte.

## Conception
Les premiers sous-marins de la classe E britannique, du E1 au E8, avaient un déplacement de 652 tonnes à la surface et de 795 tonnes en immersion. Ils avaient une longueur hors tout de 55 m et un maître-bau de 6,92 m. 
Ils étaient propulsés par deux moteurs Diesel Vickers huit cylindres à deux temps de 800 chevaux (600 kW) et par deux moteurs électriques de 420 chevaux (310 kW),. 
Les navires de la classe E avaient une vitesse maximale en surface de 16 nœuds (30 km/h) et une vitesse en immersion de 10 nœuds (19 km/h), avec une capacité en carburant de 50 tonnes de gazole, leur donnant un rayon d'action de 2 802 milles marins (5 190 km) lorsqu’ils faisaient route à 10 nœuds (19 km/h). En immersion, ils avaient un rayon d'action de 74 milles (137 km) à 5 nœuds (9,3 km/h).
Les premiers bateaux du groupe 1 de la classe E étaient armés de quatre tubes lance-torpilles de 18 pouces (457 mm), un à l’avant, un de chaque côté au milieu du navire et un à l’arrière. Au total, ils emportaient huit torpilles à bord. Les bateaux du groupe 1 n’étaient pas équipés d’un canon de pont pendant la construction, mais ceux qui participèrent à la campagne des Dardanelles reçurent des canons montés à l’avant du kiosque pendant qu’ils étaient à l’arsenal de Malte.
Les sous-marins de la classe E avaient la télégraphie sans fil d’une puissance nominale de 1 kilowatt. Sur certains sous-marins, ces systèmes ont par la suite été mis à niveau à 3 kilowatts en retirant un tube lance-torpilles du milieu du navire. Leur profondeur maximale de plongée théorique était de 100 pieds (30 mètres). Cependant, en service, certaines unités ont atteint des profondeurs supérieures à 200 pieds (61 mètres). Certains sous-marins contenaient des oscillateurs Fessenden.
Leur équipage était composé de trois officiers et 28 hommes.

## Engagements
Le HMS E2 a été construit par l’arsenal de Chatham Dockyard. Sa quille fut posée le 14 février 1911, et il a été lancé le 23 novembre 1912. 
Lorsque la guerre avec l’Allemagne a été déclarée, le 5 août 1914, le HMS E2 était basé à Harwich, dans la 8e flottille sous-marine de la Home Fleet.
Le 14 août 1915, près d’Erdek, le HMS E2 coule le mouilleur de mines turc Samsun avec ses deux officiers et huit membres d’équipage.